# Izland a 2000. évi nyári olimpiai játékokon
Izland az ausztráliai Sydneyben megrendezett 2000. évi nyári olimpiai játékok egyik részt vevő nemzete volt. Az országot az olimpián 5 sportágban 18 sportoló képviselte, akik összesen 1 érmet szereztek.

## Érmesek
| Érem  | Versenyző        | Sportág  | Versenyszám  |
| ----- | ---------------- | -------- | ------------ |
| Bronz | Vala Flosadóttir | Atlétika | Női rúdugrás |

## Atlétika
Férfi
| Versenyző                | Versenyszám   | Selejtező | Selejtező | Döntő    | Döntő    |
| Versenyző                | Versenyszám   | Eredmény  | Helyezés  | Eredmény | Helyezés |
| ------------------------ | ------------- | --------- | --------- | -------- | -------- |
| Magnús Aron Hallgrímsson | Diszkoszvetés | 60,95 m   | 21.       | kiesett  | kiesett  |

| Versenyző           | Versenyszám | 100 m | 100 m | Távolugrás               | Távolugrás               | Súlylökés | Súlylökés | Magasugrás | Magasugrás | 400 m      | 400 m      | 110 m gát  | 110 m gát  | Diszkoszvetés | Diszkoszvetés | Rúdugrás   | Rúdugrás   | Gerelyhajítás | Gerelyhajítás | 1500 m     | 1500 m     | Végeredmény   | Végeredmény   |
| Versenyző           | Versenyszám | Idő   | Pont  | Eredmény                 | Pont                     | Eredmény  | Pont      | Eredmény   | Pont       | Idő        | Pont       | Idő        | Pont       | Eredmény      | Pont          | Eredmény   | Pont       | Eredmény      | Pont          | Idő        | Pont       | Pont          | Helyezés      |
| ------------------- | ----------- | ----- | ----- | ------------------------ | ------------------------ | --------- | --------- | ---------- | ---------- | ---------- | ---------- | ---------- | ---------- | ------------- | ------------- | ---------- | ---------- | ------------- | ------------- | ---------- | ---------- | ------------- | ------------- |
| Jón Arnar Magnússon | Tízpróba    | 10,85 | 894   | érvényes kísérlet nélkül | érvényes kísérlet nélkül | 15,48 m   | 819       | nem indult | nem indult | nem indult | nem indult | nem indult | nem indult | nem indult    | nem indult    | nem indult | nem indult | nem indult    | nem indult    | nem indult | nem indult | nem ért célba | nem ért célba |

Női
| Versenyző          | Versenyszám | Előfutam | Előfutam | Előfutam | Elődöntő | Elődöntő | Elődöntő | Döntő         | Döntő         |
| Versenyző          | Versenyszám | Idő      | Hely.    | Össz.    | Idő      | Hely.    | Össz.    | Idő           | Helyezés      |
| ------------------ | ----------- | -------- | -------- | -------- | -------- | -------- | -------- | ------------- | ------------- |
| Martha Ernstdóttir | Maraton     |          |          |          |          |          |          | nem ért célba | nem ért célba |
| Guðrún Arnardóttir | 400 m gát   | 56,30    | 2.       | 13.      | 54,82    | 5.       | 6.       | 54,63         | 7.            |

| Versenyző             | Versenyszám | Selejtező | Selejtező | Döntő    | Döntő    |
| Versenyző             | Versenyszám | Eredmény  | Helyezés  | Eredmény | Helyezés |
| --------------------- | ----------- | --------- | --------- | -------- | -------- |
| Vala Flosadóttir      | Rúdugrás    | 430 cm    | 1.**      | 450 cm   |          |
| Þórey Edda Elísdóttir | Rúdugrás    | 400 cm    | 22.*      | kiesett  | kiesett  |

* - egy másik versenyzővel azonos eredményt ért el

** - öt másik versenyzővel azonos eredményt ért el

## Sportlövészet
Férfi
| Versenyző              | Versenyszám | Selejtező | Selejtező | Döntő   | Döntő    |
| Versenyző              | Versenyszám | Pont      | Helyezés  | Pont    | Helyezés |
| ---------------------- | ----------- | --------- | --------- | ------- | -------- |
| Alfreð Karl Alfreðsson | Skeet       | 111       | 47.*      | kiesett | kiesett  |

* - egy másik versenyzővel azonos eredményt ért el

## Torna
Férfi
| Versenyző           | Versenyszám      | Selejtező | Selejtező | Döntő    | Döntő    |
| Versenyző           | Versenyszám      | Pontszám  | Helyezés  | Pontszám | Helyezés |
| ------------------- | ---------------- | --------- | --------- | -------- | -------- |
| Rúnar Alexandersson | Talaj            | 8,225     | 71.       | kiesett  | kiesett  |
| Rúnar Alexandersson | Ugrás            | 8,600     | 79.       | kiesett  | kiesett  |
| Rúnar Alexandersson | Korlát           | 9,462     | 35.*      | kiesett  | kiesett  |
| Rúnar Alexandersson | Nyújtó           | 9,575     | 39.*      | kiesett  | kiesett  |
| Rúnar Alexandersson | Gyűrű            | 8,312     | 74.       | kiesett  | kiesett  |
| Rúnar Alexandersson | Lólengés         | 7,975     | 79.       | kiesett  | kiesett  |
| Rúnar Alexandersson | Egyéni összetett | 52,149    | 50.       | kiesett  | kiesett  |

* - egy másik versenyzővel azonos eredményt ért el

## Úszás
Férfi
| Versenyző           | Versenyszám    | Előfutam | Előfutam | Előfutam | Elődöntő | Elődöntő | Elődöntő | Döntő   | Döntő    |
| Versenyző           | Versenyszám    | Idő      | Hely.    | Össz.    | Idő      | Hely.    | Össz.    | Idő     | Helyezés |
| ------------------- | -------------- | -------- | -------- | -------- | -------- | -------- | -------- | ------- | -------- |
| Ríkarður Ríkarðsson | 100 m gyors    | 52,85    | 4.       | 58.      | kiesett  | kiesett  | kiesett  | kiesett | kiesett  |
| Ríkarður Ríkarðsson | 100 m pillangó | 56,11    | 6.       | 48.      | kiesett  | kiesett  | kiesett  | kiesett | kiesett  |
| Örn Arnarson        | 200 m gyors    | 1:49,78  | 3.       | 10.      | 1:50,41  | 7.       | 15.      | kiesett | kiesett  |
| Örn Arnarson        | 200 m hát      | 1:59,80  | 2.       | 6.       | 1:58,99  | 3.       | 4.       | 1:59,00 | 4.       |
| Hjalti Guðmundsson  | 100 m mell     | 1:05,55  | 6.       | 52.      | kiesett  | kiesett  | kiesett  | kiesett | kiesett  |
| Jakob Sveinsson     | 200 m mell     | 2:17,86  | 4.       | 25.      | kiesett  | kiesett  | kiesett  | kiesett | kiesett  |

Női
| Versenyző                  | Versenyszám    | Előfutam | Előfutam | Előfutam | Elődöntő | Elődöntő | Elődöntő | Döntő   | Döntő    |
| Versenyző                  | Versenyszám    | Idő      | Hely.    | Össz.    | Idő      | Hely.    | Össz.    | Idő     | Helyezés |
| -------------------------- | -------------- | -------- | -------- | -------- | -------- | -------- | -------- | ------- | -------- |
| Elín Sigurðardóttir        | 50 m gyors     | 27,58    | 8.       | 51.      | kiesett  | kiesett  | kiesett  | kiesett | kiesett  |
| Lára Hrund Bjargardóttir   | 100 m gyors    | 58,44    | 4.       | 36.      | kiesett  | kiesett  | kiesett  | kiesett | kiesett  |
| Lára Hrund Bjargardóttir   | 200 m gyors    | 2:05,22  | 1.       | 27.      | kiesett  | kiesett  | kiesett  | kiesett | kiesett  |
| Kolbrún Yr Kristjánsdóttir | 100 m hát      | 1:07,28  | 4.       | 43.      | kiesett  | kiesett  | kiesett  | kiesett | kiesett  |
| Kolbrún Yr Kristjánsdóttir | 200 m hát      | 2:24,33  | 2.       | 32.      | kiesett  | kiesett  | kiesett  | kiesett | kiesett  |
| Íris Edda Heimisdóttir     | 100 m mell     | 1:14,07  | 3.       | 33.      | kiesett  | kiesett  | kiesett  | kiesett | kiesett  |
| Íris Edda Heimisdóttir     | 200 m mell     | 2:38,52  | 7.       | 32.      | kiesett  | kiesett  | kiesett  | kiesett | kiesett  |
| Eydis Konráðsdóttir        | 100 m pillangó | 1:03,27  | 7.       | 39.      | kiesett  | kiesett  | kiesett  | kiesett | kiesett  |

## Vitorlázás
Nyílt
| Versenyző               | Versenyszám | Futam | Futam | Futam | Futam | Futam | Futam | Futam | Futam | Futam | Futam  | Futam | Pontszám | Helyezés |
| Versenyző               | Versenyszám | 1     | 2     | 3     | 4     | 5     | 6     | 7     | 8     | 9     | 10     | 11    | Pontszám | Helyezés |
| ----------------------- | ----------- | ----- | ----- | ----- | ----- | ----- | ----- | ----- | ----- | ----- | ------ | ----- | -------- | -------- |
| Hafsteinn Ægir Geirsson | Laser       | 41    | 42    | 31    | 39    | 36    | 42    | 41    | 39    | (44*) | (44**) | 44*** | 355,0    | 42.      |

* - kizárták (korai rajt)

** - nem ért célba

*** - nem indult